# Тешеххуд
Ташаххудът (на арабски: تَشَهُّد, „засвидетелсване за вярата“) известен също като „ат-тахийат“ (на арабски: ٱلتَّحِيَّات; поздрави, селями), е частта от мюсюлманската молитва (намаз), при която човекът коленичи или сяда на земята с лице към къбле (посока на Мека), прославя Аллах и поздравява Мухаммед и „праведните слуги на Аллах“, последвано от Шехадет. Рецитирането обикновено е последвано от призоваване на благословиите и мира на Мухаммед, известен като Салават.

## Произход
Има автентичен (сахих) и надежден хадис, който гласи:

Съобщава се, че Ибн Мес'уд е казал, че Ресулюллах (саллеллаху алейхи ве селлем) ме научи на тешеххуд, като взе ръката ми в дланите си, по същия начин, както ме научи на главата/сурата от Корана, и ние също го прочетете след смъртта му.

## Сунитска традиция

### Ханефи и Ханбели
Версия, приписвана на Абдуллах ибн Мес'уд, се използва от сунитски мюсюлмани както от ханефийския, така и от ханбелийския мезхеби, както и от несунитските мюсюлмани ибади: 

на арабски: ٱلتَّحِيَّاتُ لِلَّٰهِ وَٱلصَّلَوَاتُ وَٱلطَّيِّبَاتُ، ٱلسَّلَامُ عَلَيْكَ أَيُّهَا ٱلنَّبِيُّ وَرَحْمَةُ ٱللَّٰهِ وَبَرَكَاتُهُ، ٱلسَّلَامُ عَلَيْنَا وَعَلَىٰ عِبَادِ ٱللَّٰهِ ٱلصَّالِحِينَ، أَشْهَدُ أَنْ لَا إِلَٰهَ إِلَّا ٱللَّٰهُ، وَأَشْهَدُ أَنَّ مُحَمَّدًا عَبْدُهُ وَرَسُولُهُ.
"Поздрави/селями към Аллах и молитви/дови и добри дела. Мир на теб, о, Пророче, както и милостта на Аллах и Неговите благословии. Мир на нас и на праведните раби на Аллах. Свидетелствам, че няма друг бог освен Аллах, и свидетелствам, че Мухаммед е Негов слуга и Негов Пратеник."

### Малики
Версия, приписвана на Умар, се използва от маликийския мезхеб: 

на арабски: ٱلتَّحِيَّاتُ لِلَّٰهِ ٱلزَّاكِيَاتُ لِلَّٰهِ ٱلطَّيِّبَاتُ وَٱلصَّلَوَاتُ لِلَّٰهِ ٱلسَّلَامُ عَلَيْكَ أَيُّهَا ٱلنَّبِيُّ وَرَحْمَةُ ٱللَّٰهِ وَبَرَكَاتُهُ، ٱلسَّلَامُ عَلَيْنَا وَعَلَىٰ عِبَادِ ٱللَّٰهُ ٱلصَّالِحِينَ، أَشْهَدُ أَنْ لَا إِلَٰهَ إِلَّا ٱللَّٰهُ، وَأَشْهَدُ أَنَّ مُحَمَّدًا عَبْدُهُ وَرَسُولُهُ.
"Поздрави/селями към Аллах, чистота към Аллах, добри дела и молитви/дови към Аллах. Мир на теб, о, Пророче, както и милостта на Аллах и Неговите благословии. Мир на нас и на праведните раби на Аллах. Свидетелствам, че няма друг бог освен Аллах, и свидетелствам, че Мухаммед е Негов слуга и Негов Пратеник."

### Шафий
Версия, приписвана на Ибн Аббас, се използва от шафийския мезхеб:

на арабски: ٱلتَّحِيَّاتُ ٱلْمُبَارَكَاتُ ٱلصَّلَوَاتُ ٱلطَّيِّبَاتُ لِلَّٰهِ، ٱلسَّلَامُ عَلَيْكَ أَيُّهَا ٱلنَّبِيُّ وَرَحْمَةُ ٱللَّٰهِ وَبَرَكَاتُهُ، ٱلسَّلَامُ عَلَيْنَا وَعَلَىٰ عِبَادِ ٱللَّٰهُ ٱلصَّالِحِينَ، أَشْهَدُ أَنْ لَا إِلَٰهَ إِلَّا ٱللَّٰهُ، وَأَشْهَدُ أَنَّ مُحَمَّدًا رَسُولُ ٱللَّٰهِ.
"Благословени поздрави/селями, молитви/дови, добри дела към Аллах. Мир на теб, о, Пророче, както и милостта на Аллах и Неговите благословии. Мир на нас и на праведните раби на Аллах. Свидетелствам, че няма друг бог освен Аллах, и свидетелствам, че Мухаммед е Негов слуга и Негов Пратеник."